# Wilderness Rim
Wilderness Rim – jednostka osadnicza w Stanach Zjednoczonych, w stanie Waszyngton, w hrabstwie King.